# Ophiopluteus

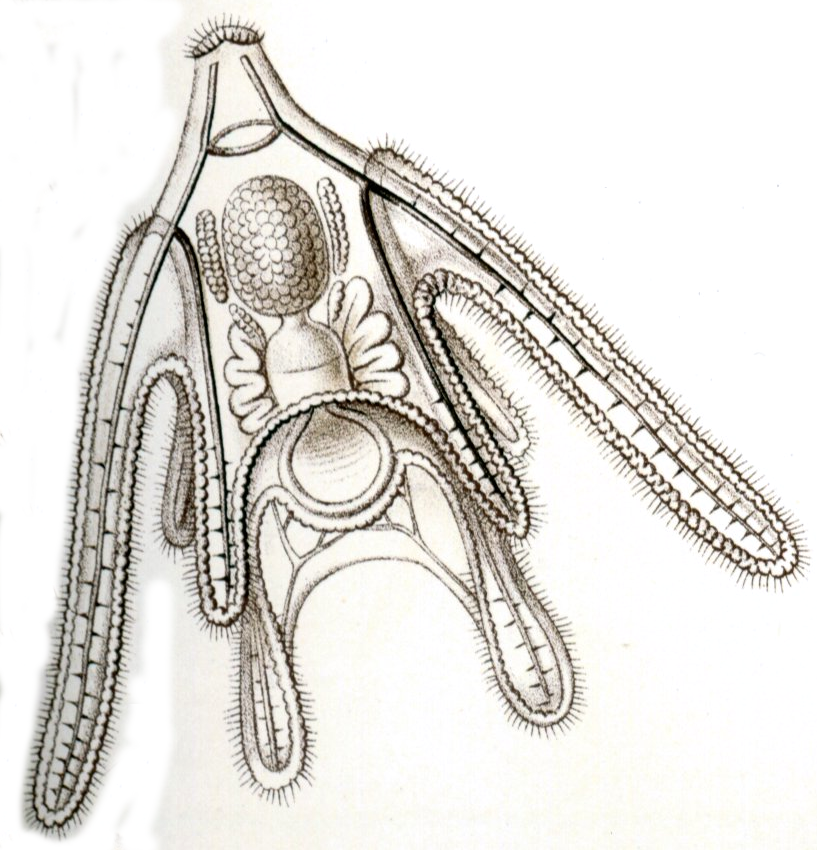
Ophiopluteus d’Ophiura albida (dessiné par Ernst Haeckel pour les Kunstformen der Natur.

Ophiopluteus est le nom qu'ont donné les scientifiques au principal stade larvaire des ophiures, qui est encore planctonique.

## Description
L'ophiopluteus est la première forme de l'ophiure à la sortie de l’œuf, qui éclot en pleine mer. À ce stade, ils sont totalement transparents et leur forme est caractérisée par un corps central d'où émergent postérieurement quatre bras ciliés, éventuellement complétés par une ou plusieurs paires de bras latéraux plus longs (chaque groupe d'ophiures possède cependant des particularités dans la morphologie larvaire). Ces bras sont renforcés par un fin squelette calcaire, plus ou moins développé suivant les espèces, et facilement visible au microscope en lumière polarisée. Tous ces éléments les font beaucoup ressembler aux larves d'oursins, appelées Pluteus, même si les larves d'étoiles de mer, très différentes, sont pourtant plus proches génétiquement. 
Ces larves ont une symétrie bilatérale, contrairement aux échinodermes adultes qui sont pentaradiés (symétrie radiale d'ordre 5) : ces larves sont donc la preuve que les échinodermes sont bien des bilatériens, la symétrie pentaradiaire n'étant acquise que secondairement, à la métamorphose.
Les larves dérivent parmi le plancton pendant plusieurs semaines (parfois plusieurs mois, voire plus) où elles se nourrissent principalement de phytoplancton, puis se laissent couler vers le fond pour se fixer sur un substrat et y entamer leur métamorphose en petites ophiures juvéniles, encore particulièrement vulnérables.

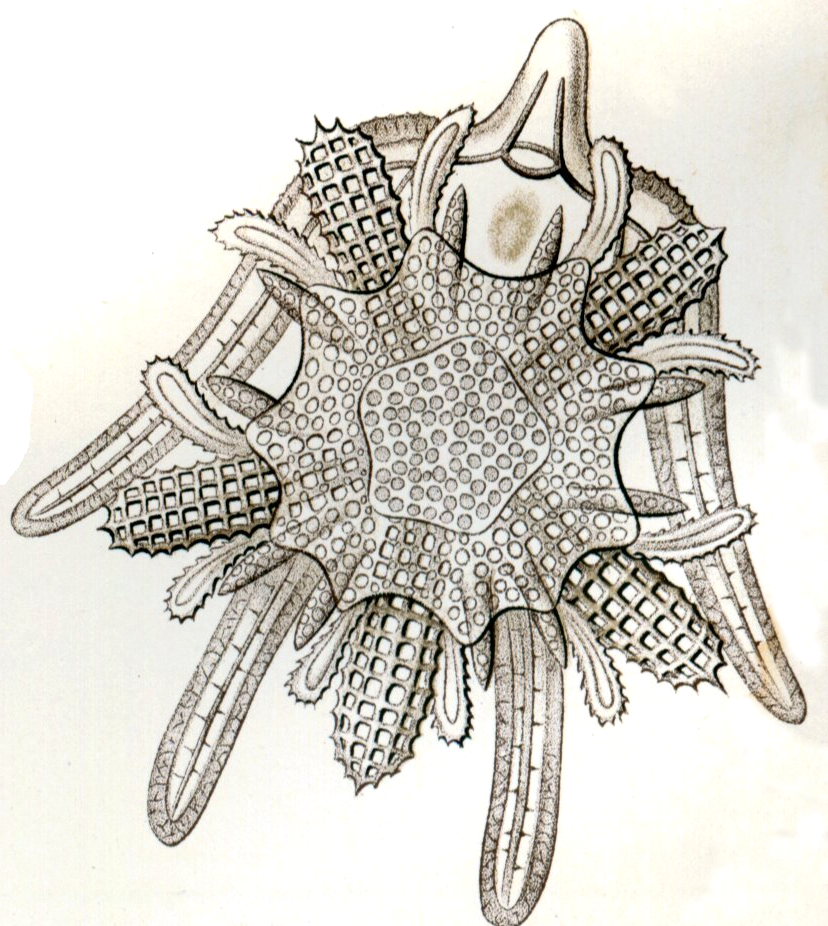
Larve d’Ophiura albida à un stade plus avancé, on commence à voir la symétrie 5 secondaire.
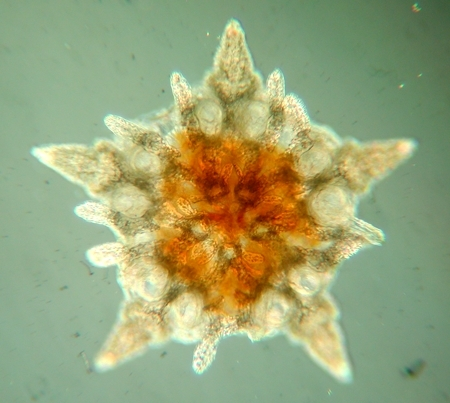
Larve d’Ophiura albida en dernier stade planctonique.